# Xyrichtys virens
Xyrichtys virens é uma espécie de peixe da família Labridae.
É endémica da Polinésia Francesa.